# Parc du Reynou
 (janvier 2017).
Le Parc zoo du Reynou est un parc zoologique situé dans le département de la Haute-Vienne, sur le territoire de la commune du Vigen. Le parc s'étend sur plus de 60 hectares et compte plus de 600 animaux des 5 continents. Il a ouvert ses portes le 1er juillet 1997 et présente des espèces très variées allant des ouistitis pygmées, le plus petit singe du monde, jusqu'aux girafes de Rothschild, en passant par de nombreuses espèces de fauves et d'oiseaux.   
Avec 90 000 visiteurs par an, le parc est le premier site touristique de loisirs du Limousin.[réf. nécessaire]

## Caractéristiques
Le parc s'organise autour du château de la famille Haviland et des rocailles atypiques. Les jardins ont été créés par André Laurent, à la fin du XIXe siècle, à la demande de Charles-Édouard Haviland. On retrouve beaucoup d'essence végétale rare pour la région, comme des séquoias géants et des chênes américains.
Le zoo a été conçu pour que chaque animal puisse évoluer dans son milieu naturel. Les animaux sont répartis géographiquement sur deux plaines africaines, deux plaines asiatiques, un secteur sud-américain, un secteur australien et une mini-ferme. 
Les trois épisodes de la série Victor Sauvage avec Jean-Luc Reichmann, diffusée en 2010 et 2011 sur TF1, y ont été tournés.
En 2013, le parc a accueilli des panthères des neiges, de grands bharals et des sangliers des Visayas.
En 2016, le Parc zoo du Reynou agrandissait encore le nombre d'espèces présentées au public avec l'aménagement d'une nouvelle petite ferme au cœur du zoo, présentant notamment la race locale du porc cul-noir. Une ile a été aménagée sur la rivière anglaise afin d'accueillir des pandas roux. De nombreuses autres espèces ont rejoint le zoo ces dernières années comme les kinkajous, tapirs terrestres ou onagres.
Les lodges ouvrent leurs portes en 2016 et sont disponibles tout au long de l'année.
En 2017, le parc a fêté ses 20 ans d'existence. 
En 2017 s'y est déroulé une partie du tournage du film Gaspard va au mariage.

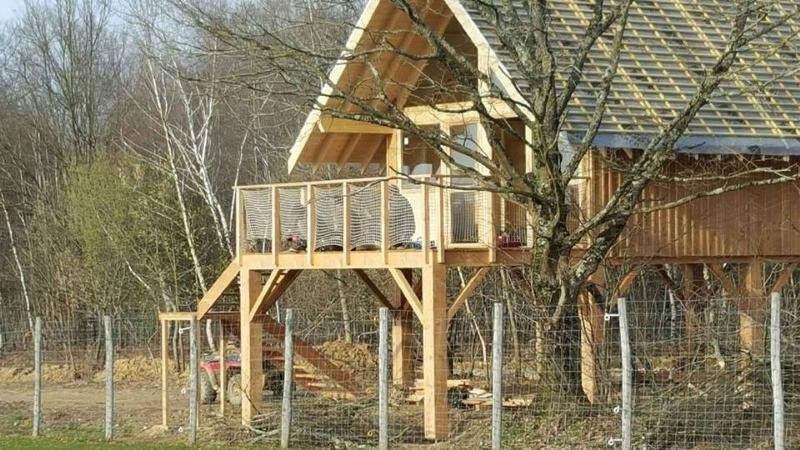
Lodge
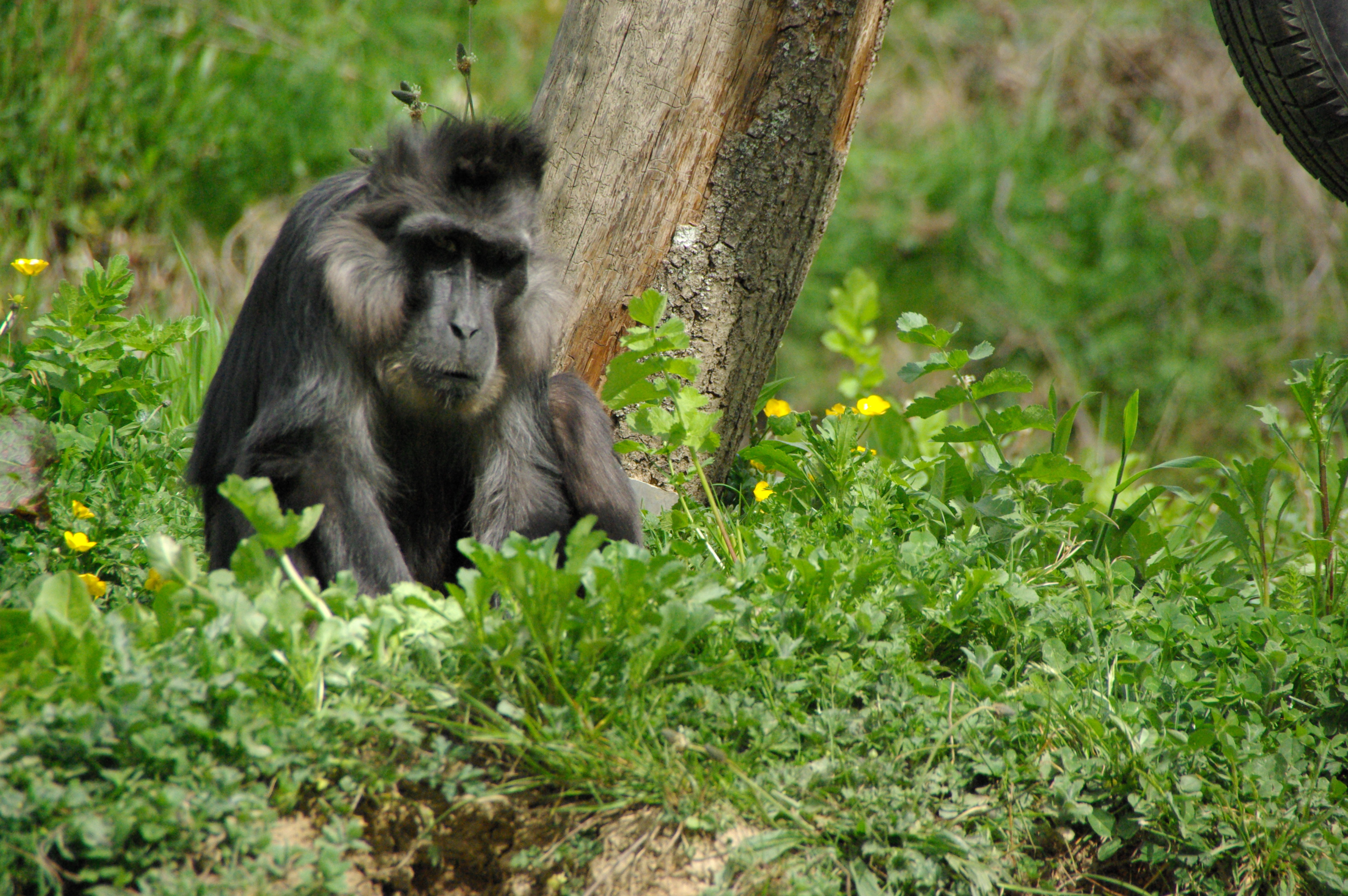
Macaque de Tonkean
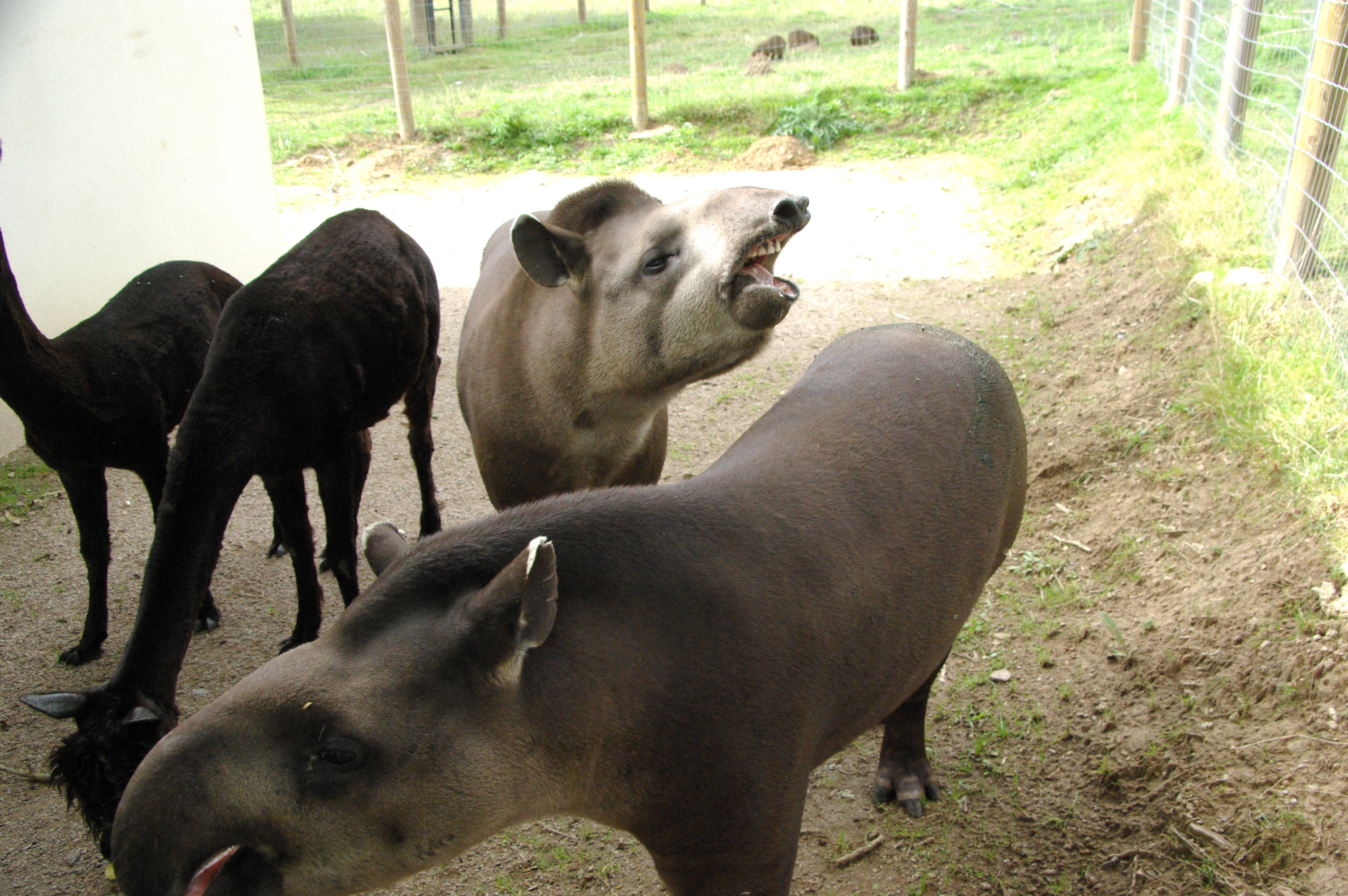
Alpagas et tapirs
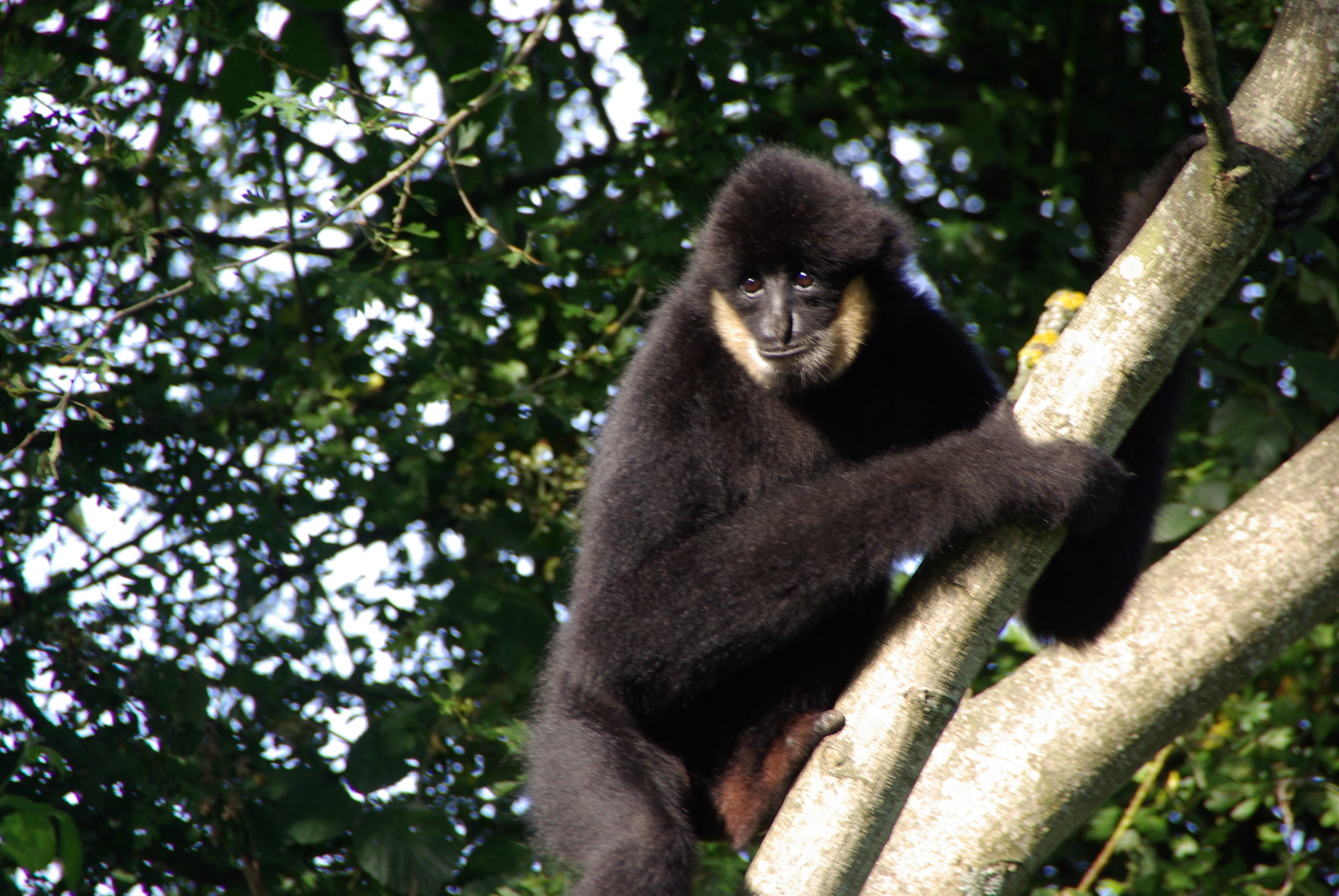
Gibbon
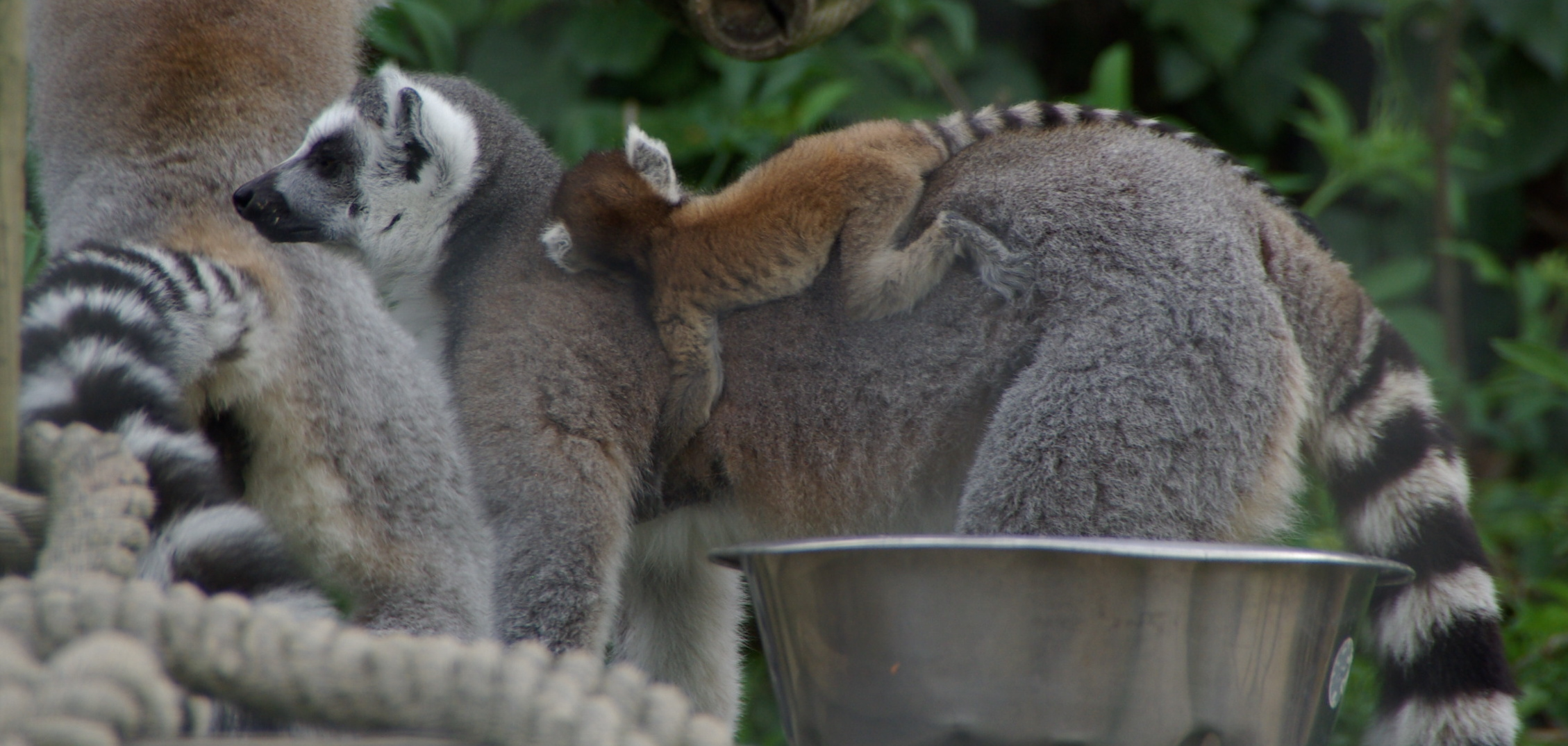
Maki catta et son bébé